# Matheus Peixoto
Matheus Vieira Campos Peixoto (Cabo Frío, Estado de Río de Janeiro, 16 de noviembre de 1995), más conocido como Matheus Peixoto, es un futbolista brasileño. Juega como delantero y su equipo es el Júbilo Iwata de la J2 League.

## Trayectoria

### Inicios
Matheus Peixoto inició su carrera en las categorías juveniles de Cabofriense, luego pasó a las categorías juveniles de Cruzeiro y fue trasladado a la Sub-20 de Audax-RJ, donde ascendió en 2014. En junio de 2015 llegó al Bahia, estando inicialmente relacionado con las divisiones base y fue uno de los destacados del club en la Copa do Nordeste Sub-20. En 2016 fue cedido a Ypiranga y Fluminense de Feira. 

### Bahia
Después de varios préstamos a clubes, Matheus Peixoto regresó a Bahía a principios de 2017. Su debut con el club ocurrió el 1 de febrero, ingresando como suplente en un empate fuera de casa con el Jacuipense por 0-0, por el Campeonato Baiano de 2017. 
Por Bahia, participó en solo 2 partidos y no marcó goles, siendo poco utilizado.

### Bragantino
Fichado por Bragantino en 2017, debutó por primera vez el 30 de julio, ingresando como suplente en un empate 0-0 fuera de casa con Ypiranga de Erechim, en la Serie C 2017. Su primer gol llegó el 9 de septiembre, marcando el primer gol del club en la victoria por 3-2 sobre Tupi. 
Fue notorio también el 18 de marzo de 2018, por haber hecho un gol importante que aseguró la victoria por 3-2 fuera de casa sobre el Corinthians, en los cuartos de final del Campeonato Paulista 2018. Posteriormente, Bragantino acabaría siendo eliminado tras la misma competición en el partido de vuelta.
En 2018, se convirtió en uno de los héroes de acceso en la Serie C, con 11 goles en 33 partidos en la temporada, despertando el interés de varios clubes brasileños. En su primera etapa en Bragantino, participó en 39 partidos y anotó 12 goles.

### Sport Recife
El 3 de septiembre de 2018, se anunció la cesión de Matheus Peixoto al Sport Recife al final de la temporada. Su debut con el club de Pernambuco tuvo lugar el 16 de septiembre, ingresando como suplente en una derrota a domicilio ante el Corinthians por 2-1, en la Serie A en 2018. Sin embargo, sus actuaciones no impidieron que el club de Pernambuco descendiera a la Serie B en 2019.
En el Sport Recife jugó 7 partidos y no marcó goles.

### Regreso a Bragantino
Después de una temporada cedido en Sport Recife, en 14 de diciembre de 2018, se anunció su regreso a Bragantino. Su reestreia al club se produjo el 19 de enero de 2019, ingresando como titular en un triunfo en casa sobre el Guarani por 1-0, que incluyó marcar el primer gol tras su regreso y la única salida, en el Campeonato Paulista 2019. 
Además de ser uno de los cuatro miembros restantes de Bragantino después de la asociación con Red Bull Brasil. Poco utilizado a la altura de la Serie B en 2019, Matheus Peixoto dejó el banquillo y ayudó a solucionar los problemas del técnico Antônio Carlos Zago en relación con el sector ofensivo del equipo, incluso desempeñando el papel de pivote. 
Siendo uno de los platos fuertes del Bragantino, el jugador fue uno de los máximos goleadores del club en la temporada y participó en el equipo que fue campeón de la Serie B en 2019. En su segundo período, hizo 41 apariciones y anotó 10 goles.

### Ponte Preta
El 7 de agosto de 2020 se anunció la cesión de Matheus Peixoto al Ponte Preta en contrato hasta final de temporada. Su debut con el club se produjo el 14 de agosto, ingresando como suplente y anotando el tercer gol del equipo en el empate 3-3 en casa ante el Vitória, en la Serie B 2020. 
Para el Ponte Preta, participó en 34 partidos y marcó solo 6 goles.

### Juventude
El 12 de febrero de 2021, fuera de los planes del Red Bull Bragantino se oficializó el fichaje en condición de cedido a la Juventude hasta final de año. Su debut con el club Gaucho ocurrió el 1 de marzo, comenzando como titular en la derrota por 1-0 fuera de casa ante el Internacional en el Campeonato Gaúcho 2021. Su primer gol ocurrió el 16 de marzo en una victoria a domicilio sobre Murici por 3-0, por la Copa de Brasil 2021 anotando el primero del partido. 
Convertido en referente en la Juventude, de los 9 goles marcados en las primeras trece jornadas en el Campeonato Brasileño 2021, Matheus Peixoto marcó siete goles. Además de los goles, las buenas actuaciones presentadas por el jugador hicieron que algunos equipos del exterior se interesaran por su fichaje. Para el club, jugó 27 partidos y anotó 12 goles.

### Metalist Járkov
Después de ser uno de los aspectos más destacados de la Juventude en el Campeonato Brasileño de 2021, el 1 de agosto, F. C. Metalist Járkov anunció la contratación de Matheus Peixoto. El Red Bull Bragantino recibió alrededor de $ 180.000 de la venta (R $ 933.000 al precio actual). Peixoto tenía contrato con el club hasta fin de año y podía firmar un precontrato con otro club. 
Pero la juventude no recibió ningún valor. Eso es porque cuando acertó en la contratación de Matheus Peixoto, el delantero Wesley, quien estaba cumpliendo una sentencia bajo un régimen abierto por agredir a su exnovia. La repercusión negativa hizo que la Juventude solo acordara la llegada de Peixoto y retirara el casi 20% que le habría correspondido si el delantero centro se vendiera durante el plazo de la cesión. 

## Clubes
| Club                                              | País    | Año       |
| ------------------------------------------------- | ------- | --------- |
| Audax Rio                                         | Brasil  | 2013-2015 |
| E. C. Bahia (préstamo)                            | Brasil  | 2015      |
| E. C. Bahia                                       | Brasil  | 2016-2017 |
| Ypiranga–BA (préstamo)                            | Brasil  | 2016      |
| Fluminense–BA (préstamo)                          | Brasil  | 2016      |
| Red Bull Bragantino(1)                            | Brasil  | 2017-2021 |
| Sport Recife (préstamo)                           | Brasil  | 2018      |
| Ponte Preta (préstamo)                            | Brasil  | 2020-2021 |
| E. C. Juventude (préstamo)                        | Brasil  | 2021      |
| Metalist Járkov                                   | Ucrania | 2021-2024 |
| Ceará S. C. (préstamo)                            | Brasil  | 2022      |
| Goiás E. C. (préstamo)                            | Brasil  | 2023      |
| Atlético Goianiense (préstamo)                    | Brasil  | 2023      |
| Júbilo Iwata                                      | Japón   | 2024-     |
| (1) Llamado Clube Atlético Bragantino hasta 2019. |         |           |

## Palmarés

### Títulos nacionales
| Título  | Club             | País   | Año  |
| ------- | ---------------- | ------ | ---- |
| Serie B | C. A. Bragantino | Brasil | 2019 |